# Альберт, Йозеф
Йо́зеф (Ио́сиф) Альбе́рт (нем. Joseph Albert; 5 марта 1825, Мюнхен, Королевство Бавария — 5 мая 1886, Мюнхен, Бавария, Германская империя) — немецкий фотограф.

## Биография
Изучал сначала строительное искусство в Мюнхенском политехническом училище и в академии, затем посвятил себя фотографии и основал в 1840 году фотографическое заведение в Аугсбурге, а в 1858 году он переместил его в Мюнхен.
Альберт приобрёл себе впервые известность воспроизведением ручных рисунков и гравюр на меди (например, «Гётевские женщины» по рисункам Каульбаха, «Басня о семи воронах» Швинда, иллюстрации к юбилейному изданию стихотворений Шиллера по рисункам Пилоти, Рамберга и др., «Ганнибалов поход» Ретеля и т. д.). Затем, уже в Мюнхене, Альберт стал одним из придворных фотографов короля Баварии Людвига.
Кроме других предприятий, касавшихся и воспроизведения картин, писанных масляными красками, особенная заслуга Альберта состоит в усовершенствовании фотомеханического процесса, так называемой фототипии, который в честь его и называют иногда альбертипией или альбертотипией.
Его сын Ойген Альберт (1856—1929) также стал фотографом, одним из основателей Фотографического союза.
Похоронен на Старом южном кладбище Мюнхена.

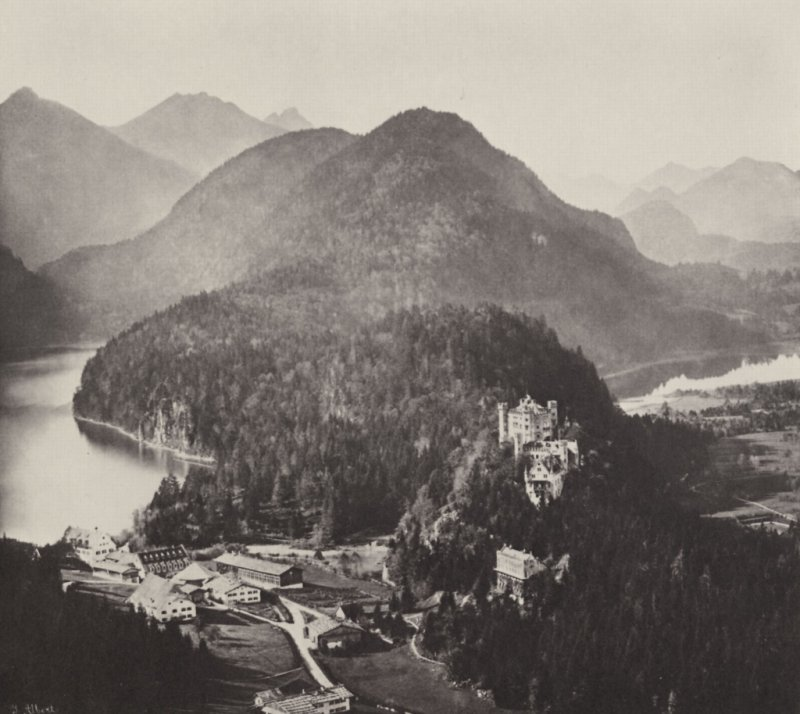
Йозеф Альберт. Вид замка Хоэншвангау и озера Альпзее. 1857.
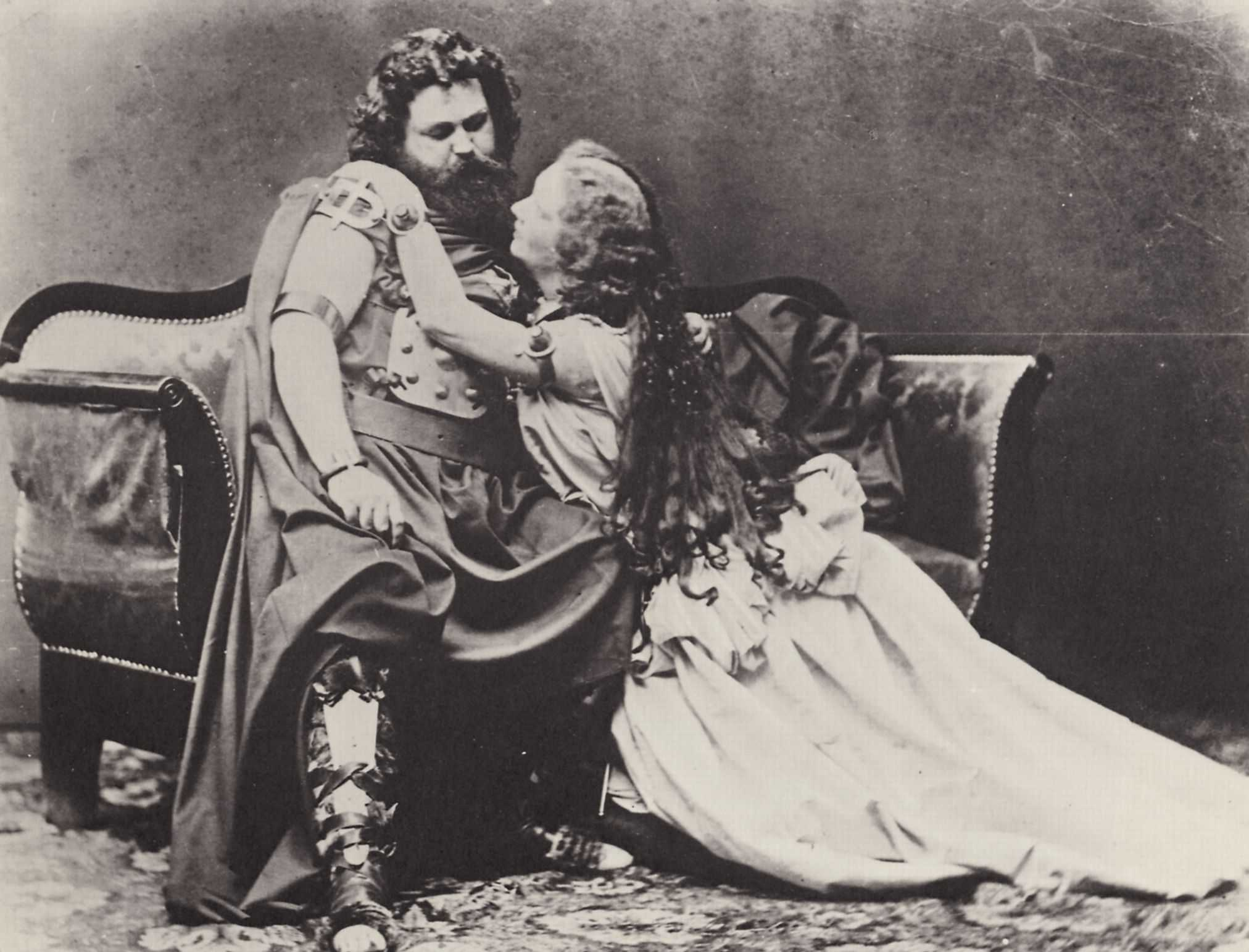
Йозеф Альберт. Людвиг и Мальвина Шнорр фон Карольсфельд в мюнхенской премьере «Тристана и Изольды». 1865.
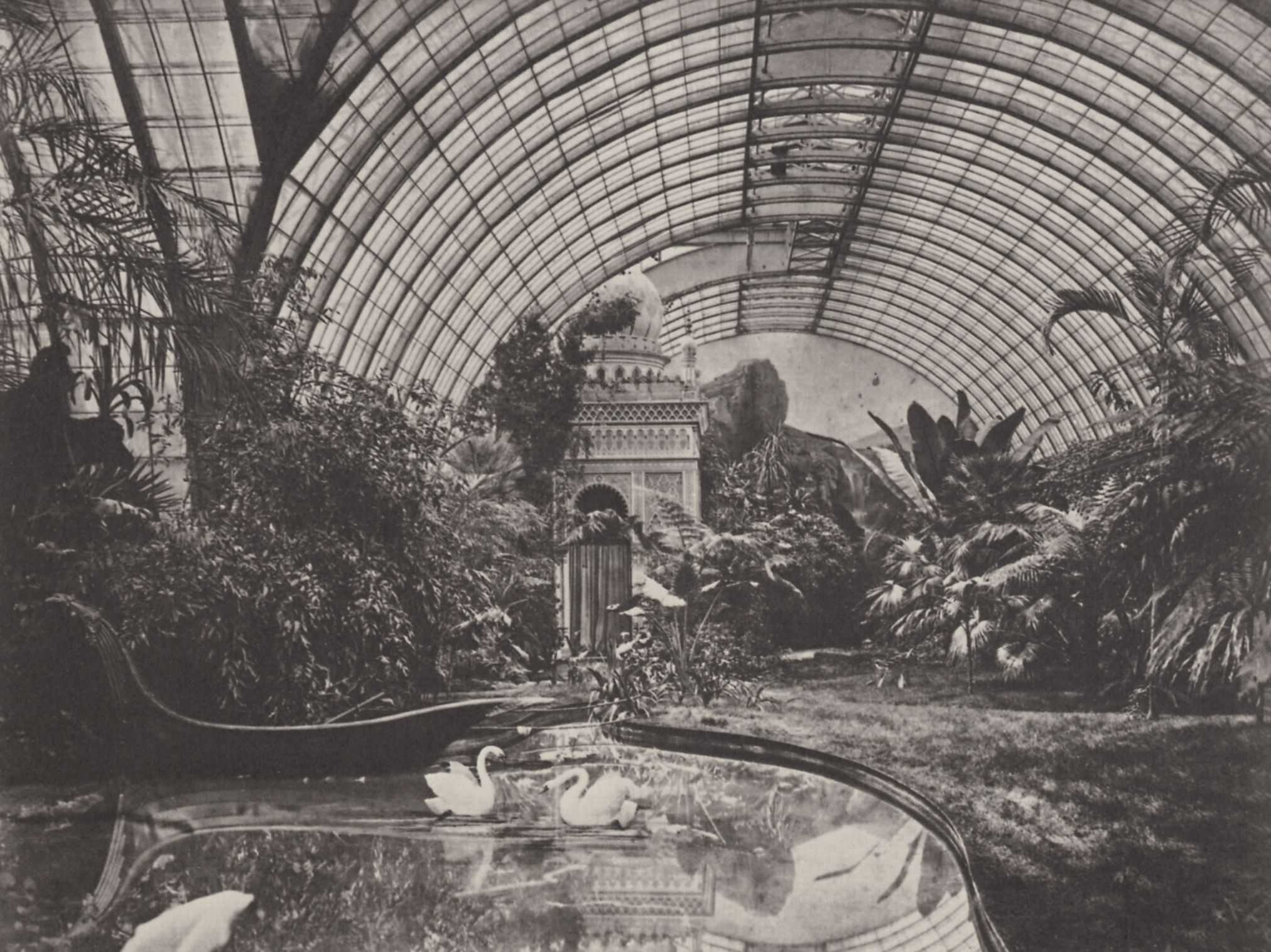
Йозеф Альберт. Мюнхен, резиденция короля Людвига II. Зимний сад. Около 1870.
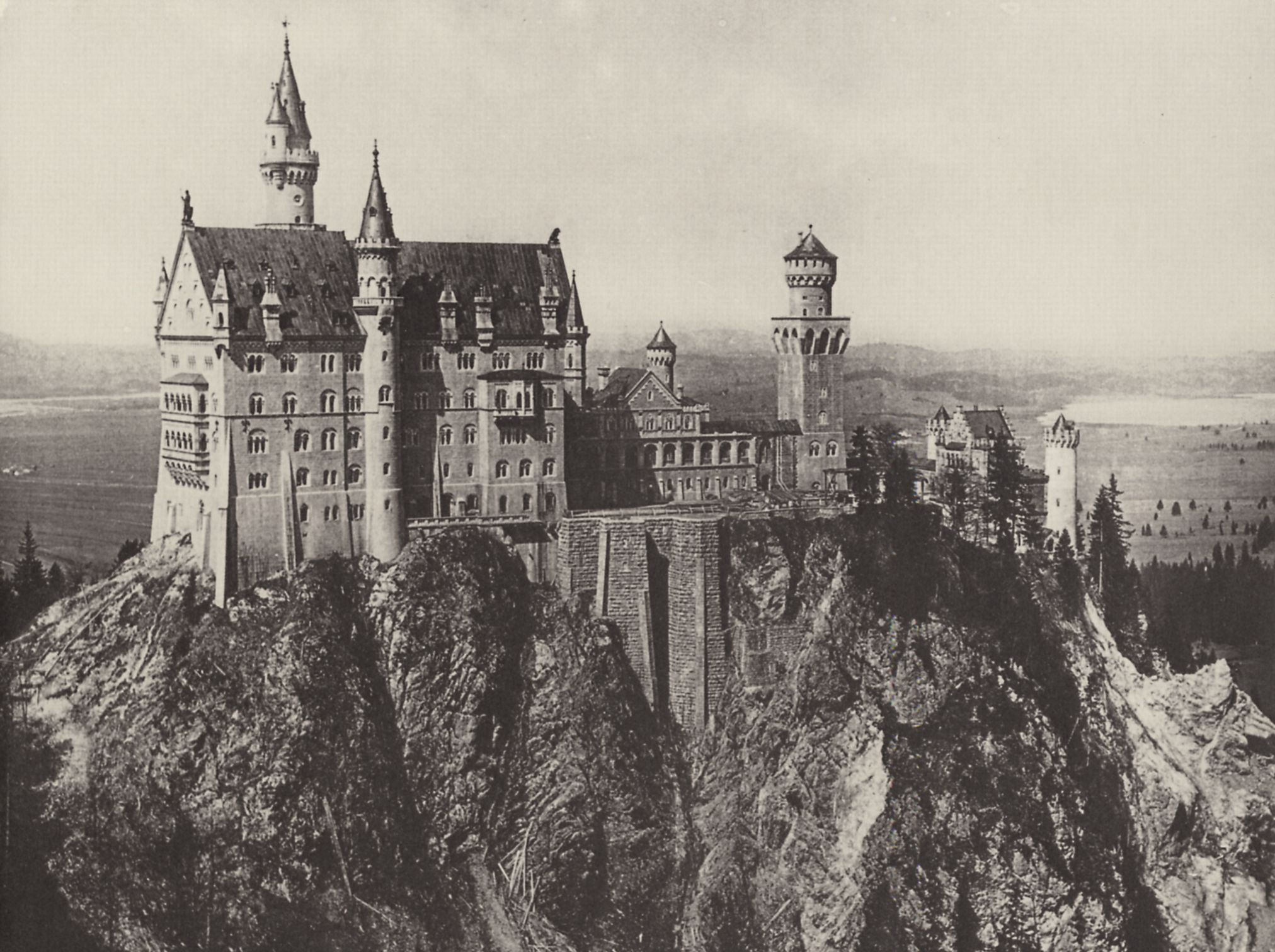
Йозеф Альберт. Замок Нойшванштайн. 1886.